# Chimay (birra)

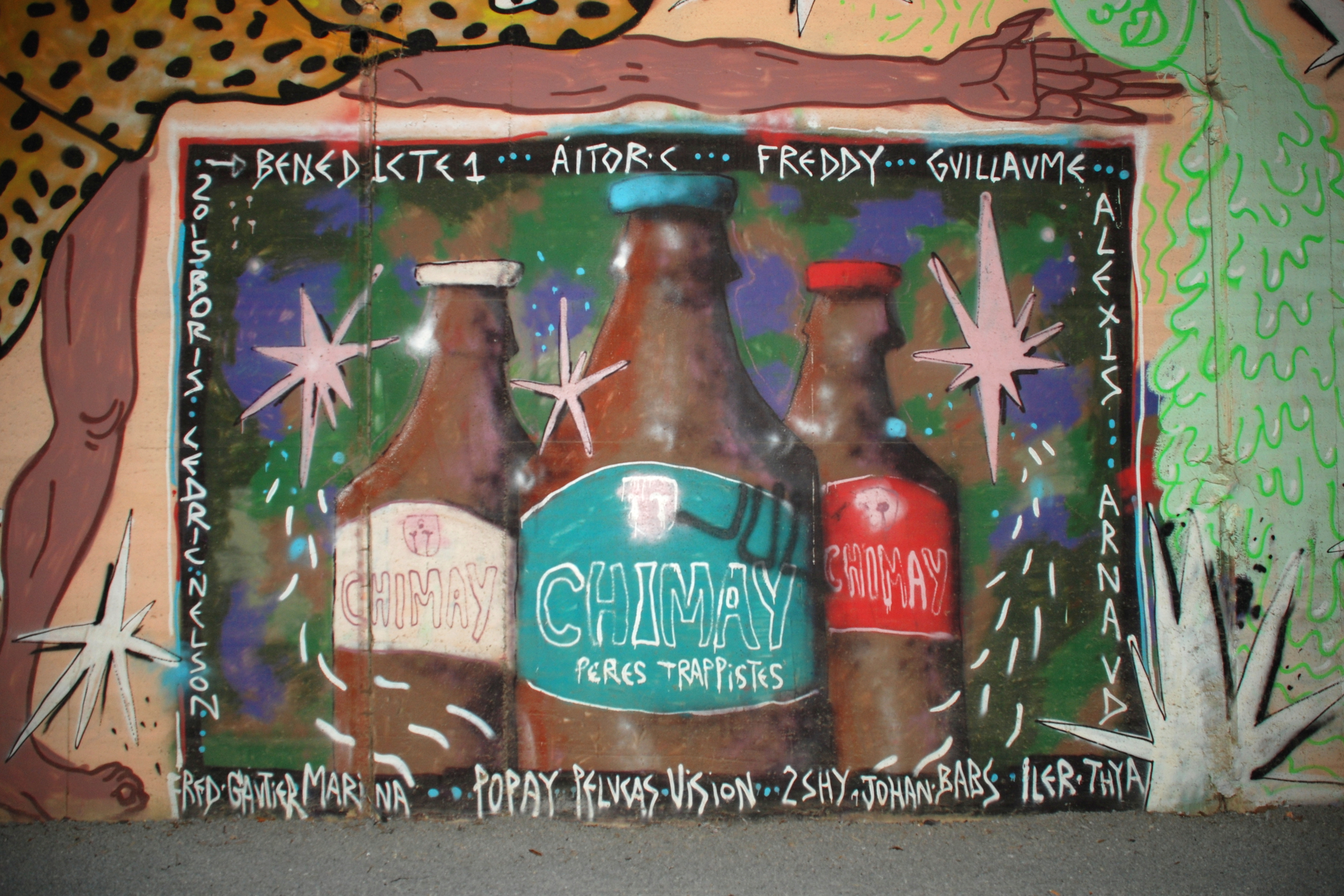
Bottiglie di Chimay rappresentate su un murale della stazione ferroviaria di Louvain-la-Neuve (Belgio).

La Chimay è una birra trappista belga di Vallonia, prodotta dall'Abbazia di Notre-Dame de Scourmont a Chimay dal 1862.
È una delle dodici birre autorizzate a sfoggiare il logo esagonale Authentic trappist product, garantendo che il prodotto è fabbricato nell'ambito di un'abbazia trappista, da parte di monaci trappisti o sotto il loro diretto controllo, che la produzione, la scelta dei processi produttivi e l'orientamento commerciale dipendono dalla comunità monastica, e che lo scopo economico della produzione di birra deve essere diretto al sostentamento dei monaci e alla beneficenza e non al profitto finanziario.
Nel 1850, il principe di Chimay invita i monaci dell'abbazia di Westvleteren (nella Provincia delle Fiandre Occidentali), a fondare una nuova abbazia dell'Ordine Cistercense. Fin dal 1862, la birra è prodotta con un'acqua particolarmente morbida.
Nel 1988, la produzione arrivava a 120.000 ettolitri annuali. L'imbottigliamento, costruito negli anni settanta grazie all'aiuto di operai laici, avviene a Baileux, a pochi km dal monastero.  Tutto ciò ha permesso di non disturbare più la vita monastica, oltre che rendere più efficiente l'aspetto distributivo della birre anche al di fuori del Belgio. La birra di Chimay non è filtrata e non è pastorizzata e sia in fusto che in bottiglia subisce la rifermentazione .
È importata in Italia dal 1978.

## Birre trappiste prodotte
Le birre sono tutte a fermentazione alta. Gli ingredienti sono stati argomento di interesse: tutte le birre sono fatte con acqua, orzo maltato, frumento, zucchero, luppolo e lievito. È prodotta in diverse varianti:

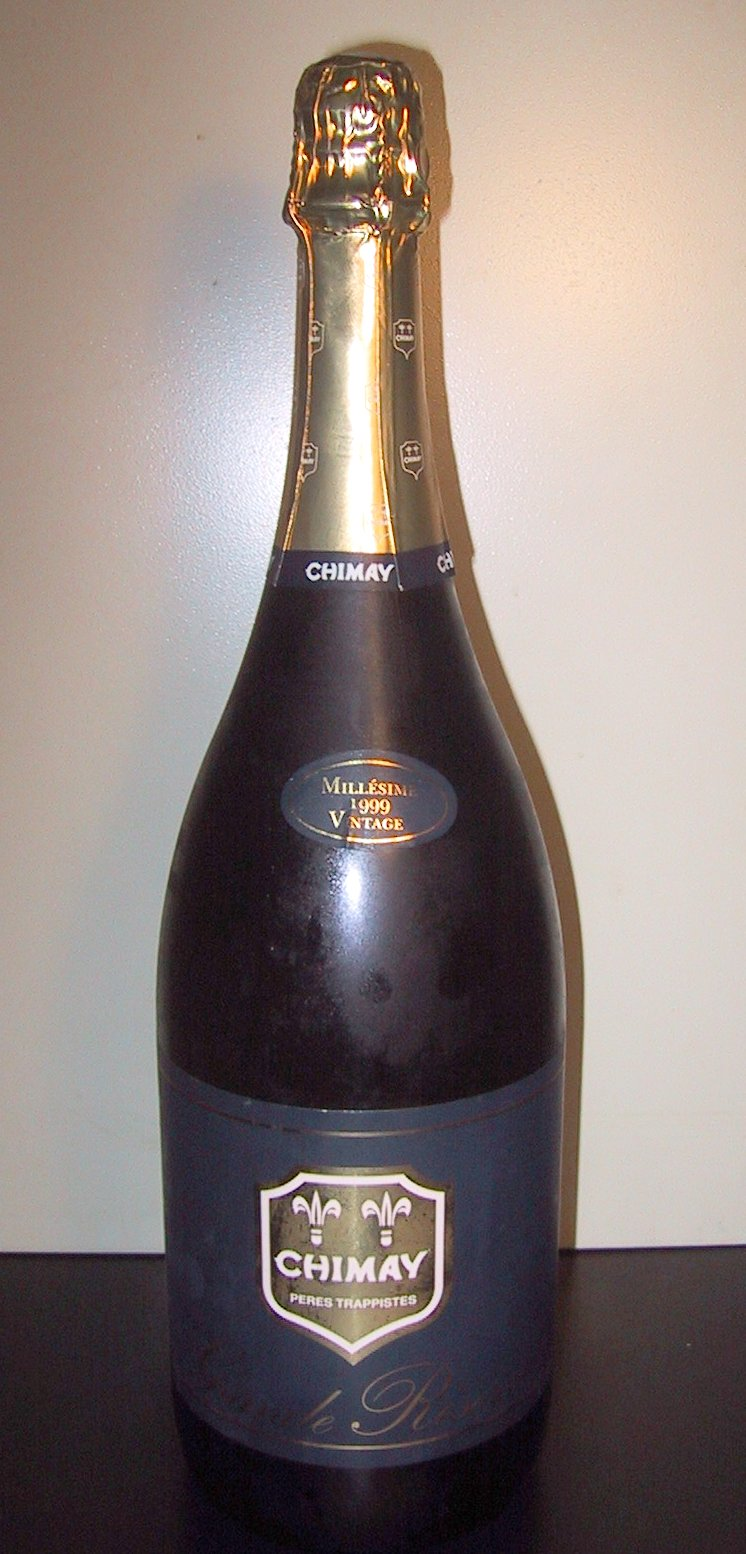
Magnum di Chimay blu Grand Réserve, datata 1999

- Chimay Rouge (Rossa), con il 7% di alcool (vol), nella bottiglia da 75 cl, è conosciuta come Première. Ha un colore marrone scuro ed un aroma dolce dal gusto di frutta. Il malto in questa birra ha un carattere ricco, con sentori di noci, lievito e pepe della casa. Formati: bottiglia 33 cl, 75 cl, 1,5 l, fusto 20 l.
- Chimay Bleue (Blu), con il 9% di alcool (vol), birra più scura. Nella bottiglia da 75 cl, è conosciuta come Grand Réserve. Questa birra di colore rame scuro ha una schiuma cremosa e un gusto un po' amaro. Considerando che è la birra classica di Chimay, esibisce un gusto di frutta, con caratteristiche piccanti. Il gusto continua a evolversi e svilupparsi negli anni ed è estremamente popolare in Belgio. Formati: bottiglia 33 cl, 75 cl, 1,5 l, 3 l, 6 l, fusto 20 l.
- Chimay Blanche (Bianca), o Chimay Triple, con l'8% di alcool (vol), nella bottiglia da 75 cl, è conosciuta come Cinq Cents. Questa birra fragrante presenta un colore arancione chiaro e un gusto molto amaro; è la più asciutta delle quattro. Formati: bottiglia 33 cl, 75 cl, 1,5 l, fusto 20 l.
- Chimay Dorée, con il 4,8% di alcool (vol), fermentata dagli stessi ingredienti della Triple, di puro malto d'orzo, risulta più pallida, più facile da bere e un po' speziata. È una varietà rara, ideata per essere bevuta soltanto in abbazia o alla locanda vicina Auberge de Poteaupré che è associata all'abbazia. Formati: bottiglia 33 cl, 75 cl (dal 04/2017), fusto 20 l. Gli stessi monaci bevono questa varietà di birra piuttosto che le altre tre, più forti.[5].

Una volta fermentata e maturata la birra è trasportata dal monastero all'impianto di imbottigliamento, a pochi chilometri di distanza, che può riempire 40.000 bottiglie all'ora. La birra viene così fatta rifermentare in bottiglia o in fusto per tre settimane, prima della spedizione in tutto il mondo. Il 50% della produzione di birra Chimay è venduto sui mercati d'esportazione.